# ミューパライチ押しナンバー
「ミューパライチ押しナンバー」（ミューパライチおしナンバー）は、1008KHzABCラジオで放送されていた音楽番組『ABCミュージックパラダイス』で行われている企画の1つ。
ミューパラが、これから活躍が期待されるアーティストの楽曲を毎月1つ選び、1か月間通じてプッシュして行こうという企画である。簡単に言うと、FM局がよく行っているパワープレイと同等企画である。
2008年春の改編で番組の放送時間が短縮され、16年間続いたこのコーナーも、2008年3月度をもって終了した。

## これまでの選曲

### 1992年
- 4月「部屋とYシャツと私」/平松愛理
- 5月「泡の魔術」/高野寛
- 6月「サヨナラから始めよう」/T-BOLAN
- 7月「大きな地震が来たって」/CHARA
- 8月「眠れない夜を抱いて」/ZARD
- 9月「RISE」/SING LIKE TALKING
- 10月「翼にかえて」/森川美穂
- 11月「星が見えた夜」/楠瀬誠志郎
- 12月「ミセス・パラダイス」/BLUEZIE!?

### 1993年
- 1月「輝いていて」/The Becauz
- 2月「この街が好きだよ」/加藤いづみ
- 3月「こんな日は早起きしてあなたに会いたい」/近藤名奈
- 4月「Sweet Soul Revue」/ピチカート・ファイヴ
- 5月「心から幸せに」/内田忍
- 6月「GOOD DAY I・N・G」/神崎まき
- 7月「裸のままで」/スピッツ
- 8月「Beatin' Love」/詩人の血
- 9月「ALL RIGHT」/PEARL
- 10月「太陽とピストル」/永瀬正敏
- 11月「I Need You」/PERSONZ
- 12月「BLUE TEARS」/JUDY AND MARY

### 1994年
- 1月「君だから」/東野純直
- 2月「N.O.」/電気グルーヴ
- 3月「悲しきASIAN BOY」/THE YELLOW MONKEY
- 4月「CUTEでいこう」/miyuki
- 5月「空も飛べるはず」/スピッツ
- 6月「歩いて帰ろう」/斉藤和義
- 7月「さよならは天使の始まり」/浜本沙良
- 8月「彼女はブルー」/ウルフルズ
- 9月「ガールズファイト」/川崎真理子
- 10月「Sweet Revolution」/HEATWAVE
- 11月「今夜勝ちにいこう」/染谷俊
- 12月「泣いてなんかない」/鈴里真帆

### 1995年
- 1月「Love Communication」/THE YELLOW MONKEY
- 2月「それでも明日はやって来る」/鈴木結女
- 3月「ありがとう」/レピッシュ
- 4月「チャーミング」/松倉佐織
- 5月「KNOCKIN' ON YOUR DOOR」/L⇔R
- 6月「ふたりの場所」/本田修司
- 7月「Sweet Sweet Summer」/CRIPTON
- 8月「Dear Song」/Eins:Vier
- 9月「キャッチボールデイズ」/GAUCH!
- 10月「大丈夫」/斉藤和義
- 11月「ファニィピクチャー」/SLAP STICKS
- 12月「抱きしめてね」/区麗情

### 1996年
- 1月「Tiny Boat」/the pillows
- 2月「太陽少年」/槙健一
- 3月「キット晴れになる」/LISA
- 4月「悲しむのはシャクだから」/ひふみかおり
- 5月「MAYBE LOVE BABY LOVE」/LOWDOWN
- 6月「涙のレインボーアイズ」/THE COLLECTORS
- 7月「Calling You」/Flying Dutchman
- 8月「Body & Soul」/SPEED
- 9月 該当作品無し
- 10月「Discovery」/FLYING KIDS
- 11月「Smiley Smile」/ナガハタゼンジ
- 12月「会えない夜の過ごし方」/ISIS

### 1997年
- 1月「Chanceはあげない」/VANITY
- 2月「卒業」/平岩英子
- 3月「キミノカオ」/ホフディラン
- 4月「雨のピリオド」/古家学
- 5月「背筋」/スキップカウズ
- 6月「100メガトンの罪と嘘」/VANITY
- 7月「蝶々〜欲しいものにとまれ〜」/meg
- 8月 該当作品無し
- 9月「忘れないでいるから」/堂島孝平
- 10月「一度きりの朝に」/ペンギンノイズ
- 11月「HEART HAVE MERCY」/山本奈緒子
- 12月「Eternal」/The gardens

### 1998年
- 1月「フィアンセになりたい」/及川光博
- 2月「ハーシー」/Fish&Chips
- 3月「Jewel」/奈央
- 4月「いつか通り過ぎていく」/古家学
- 5月「BABY,きれいになろ」/奈良井恭子
- 6月「Voice in Blue」/pee-ka-boo
- 7月「Summer Rain」/木村由姫
- 8月「双子座グラフィティ」/キリンジ
- 9月「over line」/pee-ka-boo
- 10月「明日へのrun away」/真行寺恵里
- 11月「偶然」/The LOVE
- 12月「Hello mate!」/advantage Lucy

### 1999年
- 1月「sometime somewhere」/rough laugh
- 2月「恋をしようよ!」/BEAT KIDS
- 3月「運命船サラバ号出発」/ザ・コブラツイスターズ
- 4月「月と太陽」/太陽とシスコムーン
- 5月「雨の夜と月の光」/GOMES THE HITMAN
- 6月「涙のチカラ」/松本英子
- 7月「午前8時の脱走計画」/Cymbals
- 8月「ひとりのうた」/ブリーフ&トランクス
- 9月「DOOR」/SHOWLEE
- 10月「スフィア」/藤田陽子
- 11月「ジェットコースター」/HIKARI
- 12月「キスをしよう」/mary-go round

### 2000年
- 1月「涙の水彩画」／スィートショップ
- 2月「ギャンブルーレット」／TAKUI
- 3月「思い出はいらない」／ロッキンチェアー
- 4月「ライカ」／HIKARI
- 5月「HOW?」／矢井田瞳
- 6月「ここに居る理由」／beret
- 7月「太陽」／GO!GO!7188
- 8月「Never Say Why, Never Say No」／566 featuring 中野さゆり
- 9月「don't know why?」／ラナHanakoマキサック
- 10月「SAFETY LOVE」／Soul Crusaders
- 11月「SUNDAY BEST」／YOUNG PUNCH
- 12月「SUPER DRIVE」／サカノウエヨースケ

### 2001年
- 1月「饒舌スタッカート」／GOMES THE HITMAN
- 2月「Rav&Business」／COLOR
- 3月「君をひとりじめ」／tef tef
- 4月「ドッキドキ!LOVEメール」／松浦亜弥
- 5月「Trust Your Love」／倖田來未
- 6月「Way to Love」／唐沢美帆
- 7月「よる☆かぜ」／ケツメイシ
- 8月「チェリア」／Brandnew Little Toys
- 9月「WHAT'S THIS FEELING」／STEEL
- 10月「スーパースター」／広沢タダシ
- 11月「シャウト!」／P.I.MONSTER
- 12月「BEFORE DAWN」／AI-SACHI

### 2002年
- 1月「月がきれい」／ラブハンドルズ
- 2月「卒業」／チャコールフィルター
- 3月「スナイパー」／天野月子
- 4月「FREE RIDE」／Plum Planets
- 5月「リフレイン」／CUNE
- 6月「アイボリー」／スネオヘアー
- 7月「Beautiful day」／ハックルベリーフィン
- 8月「真夏のMagic」／LeadLead
- 9月「The Perfect Vision」／MINMI
- 10月「キャラバン」／Boo
- 11月「もらい泣き」／一青窈
- 12月「winter sports rainbow」／HARCO

### 2003年
- 1月「ハッピーライフ」／175R
- 2月「Avenue-あの頃のボクたち-」／the Garden eel
- 3月「Rainbow」／Sowelu
- 4月「トキワの街角」／B@by Soul
- 5月「遥か彼方」／ASIAN KUNG-FU GENERATION
- 6月「Summer Riot」／MOLMOTT
- 7月「君のいるところと君のうた」／小久保淳平
- 8月「LIFE」／ナチュラル ハイ
- 9月「crying」／Genius
- 10月「虹色の影」／Jackson vibe
- 11月「雲にのろう」／向風
- 12月「ススミダス→」／nobodyknows+

### 2004年
- 1月「哀愁交差点」／ジャパハリネット
- 2月「ALIVE」／雷鼓
- 3月「New Day」／Miz
- 4月「君の星」／eico
- 5月「明日に向かって」／HUNGRY DAYS
- 6月「Ground and sky」／CHOKE SLEEPER
- 7月「SUMMER TIME MAGIC」／HOME MADE 家族
- 8月「君がいてくれてよかった」／ザ・マスミサイル
- 9月「あすなろ」／BEAN BAG
- 10月「BUZZING」／10-FEET
- 11月「マウンテン・ア・ゴーゴー・ツー」／キャプテンストライダム
- 12月「今夜はGroove me」／bonobos

### 2005年
- 1月「Next to You」／melody.
- 2月「ラズベリーパイ」／中ノ森BAND
- 3月「PEOPLE〜ムダに元気〜」／GRAND COLOR STONE
- 4月「はじまりの季節」／ゲントウキ
- 5月「楽園をめざして」／風味堂
- 6月「いつもここCOLOR」／KEY GOT CREW
- 7月「Precious Days」／Yum!Yum!ORANGE
- 8月「Days」／COOLON
- 9月「到来」／CHABA
- 10月「グランドライン」／plane
- 11月「大きな水たまり」／シュノーケル
- 12月「その向こうへ」／BOWL

### 2006年
- 1月「サヨナラ サヨナラ」／竹仲絵里
- 2月「Super Stereo」／サマースノーサプライズ
- 3月「恋の煙」／チャットモンチー
- 4月「ソライロ」／hare-brained unity
- 5月「一歩目」／Yellow Cherry
- 6月「ELECTRIC SUMMER」／Base Ball Bear
- 7月「サマー☆チューン'06」／ライムライト
- 8月「虹」／LOONIE
- 9月「さよなら」／大山百合香
- 10月「BOYS&GIRLS」／midnightPumpkin
- 11月「君はゆける」／磯貝サイモン
- 12月「ユラユラ」／Hearts Grow

### 2007年
- 1月「Tears 〜涙は見せたくない〜」／宇浦冴香
- 2月「omajinai 1・2・3」／ユハラユキ
- 3月「走り出す季節」／redballoon
- 4月「ワーニバル」／All Japan Goith
- 5月「コロナ」／サクラメリーメン
- 6月「旅人」／高杉さと美
- 7月「道 〜to you all」／alüto
- 8月「I LOVE YOU！」／ナスカ
- 9月「NOWHERE」／井上ジョー
- 10月「カレイドスコープ」／加賀美セイラ
- 11月「初雪」／サガユウキ
- 12月「帰り道」／369

### 2008年
- 1月「COOL MUSIC」／GOLLBETTY
- 2月「夜の果て」／NICO Touches the Walls
- 3月「ひとひかり」／ナナ・イロ
- 10月「冬唄」／SKELT 8 BAMBINO
- 11月「I、愛、会い」／ghostnote
- 12月「恋のガソリン」／鶴
- 1月「アナタMAGIC」／monobright
- 2月「友達に贈る歌」／Sonar Pocket
- 3月「」／

## 関連番組
- ABCミュージック21

## 番組HP
- ABCミュージックパラダイス